# Vườn quốc gia White Sands

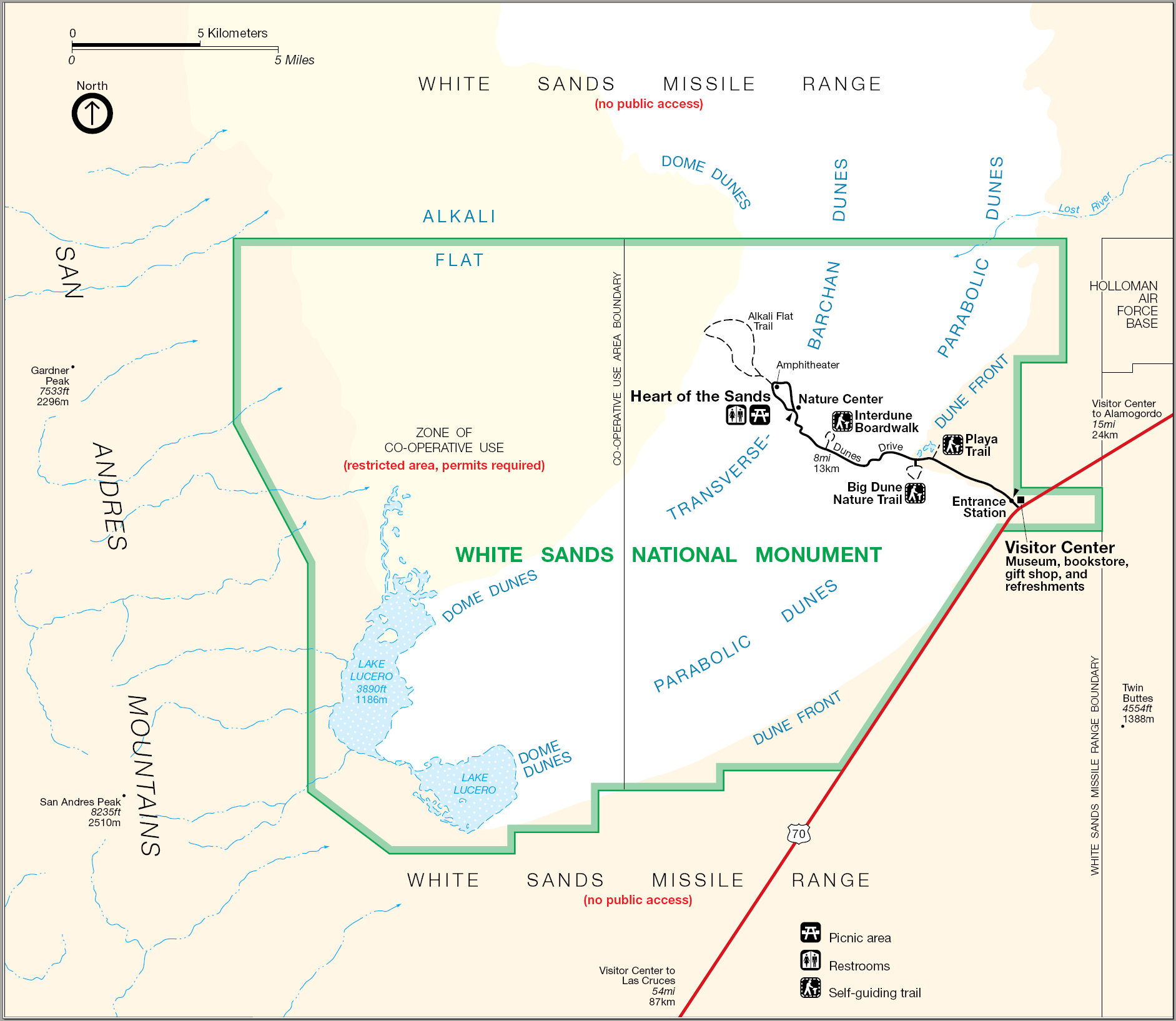
Bản đồ của công viên và một phần của Bãi thử tên lửa White Sands trước khi được chỉ định là một vườn quốc gia.

Vườn quốc gia White Sands (Vườn quốc gia Cát trắng) là một vườn quốc gia nằm ở tiểu bang New Mexico trên Xa lộ Liên tiểu bang 70 cách 54 dặm (87 km) về phía đông bắc của Las Cruces và 16 dặm (26 km) về phía tây nam của Alamogordo trong khu vực miền tây của Otero và đông bắc của Doña Ana. Vườn quốc gia nằm ở độ cao 4.235 foot (1.291 m) của khu vực núi bao quanh bồn địa Tularosa và bao gồm phần phía nam của một vành đai 275 dặm vuông Anh (710 km2) đụn cát trắng thạch cao trong suốt như pha lê. Đây là cánh đồng cát thạch cao lớn nhất trên Trái Đất.

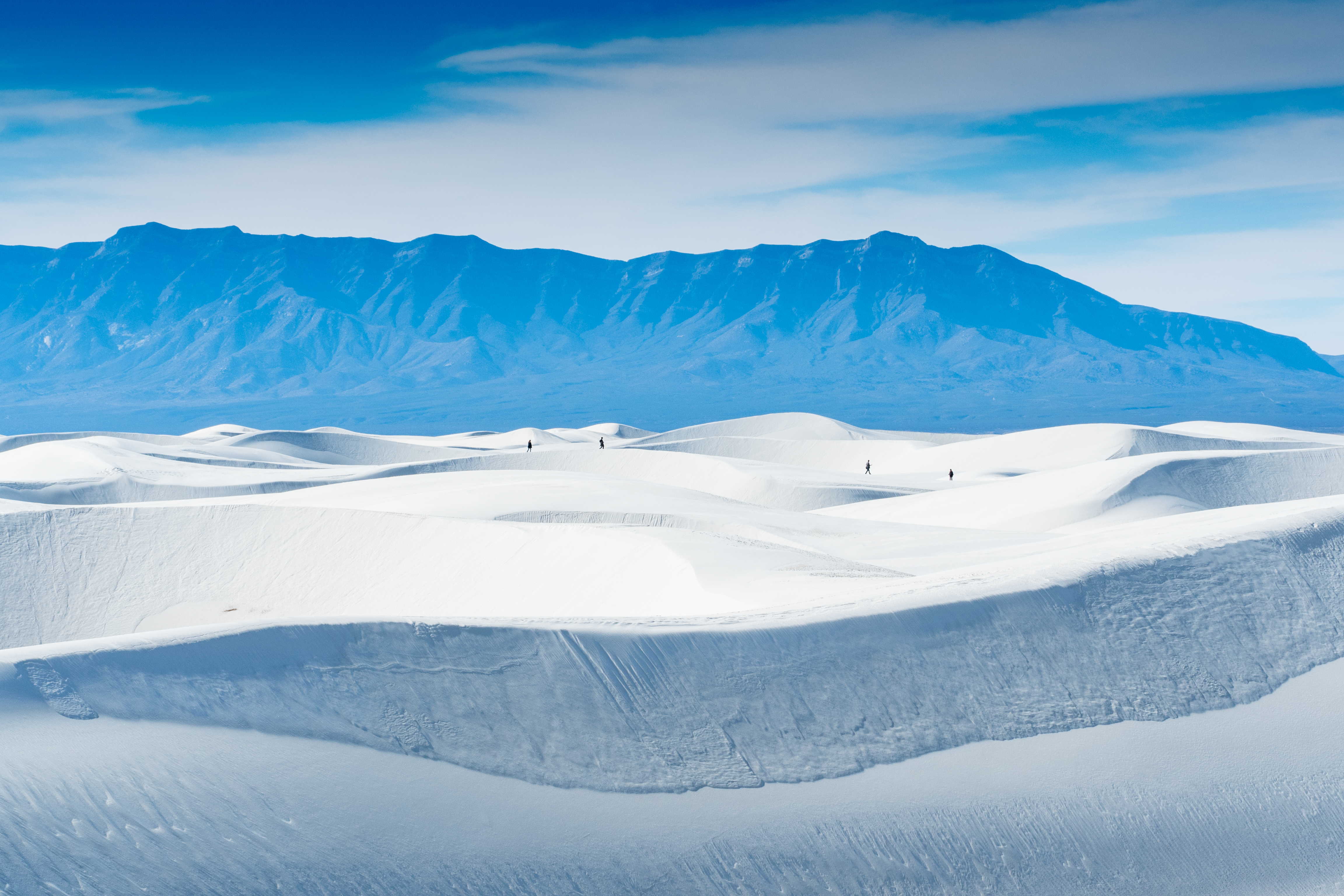
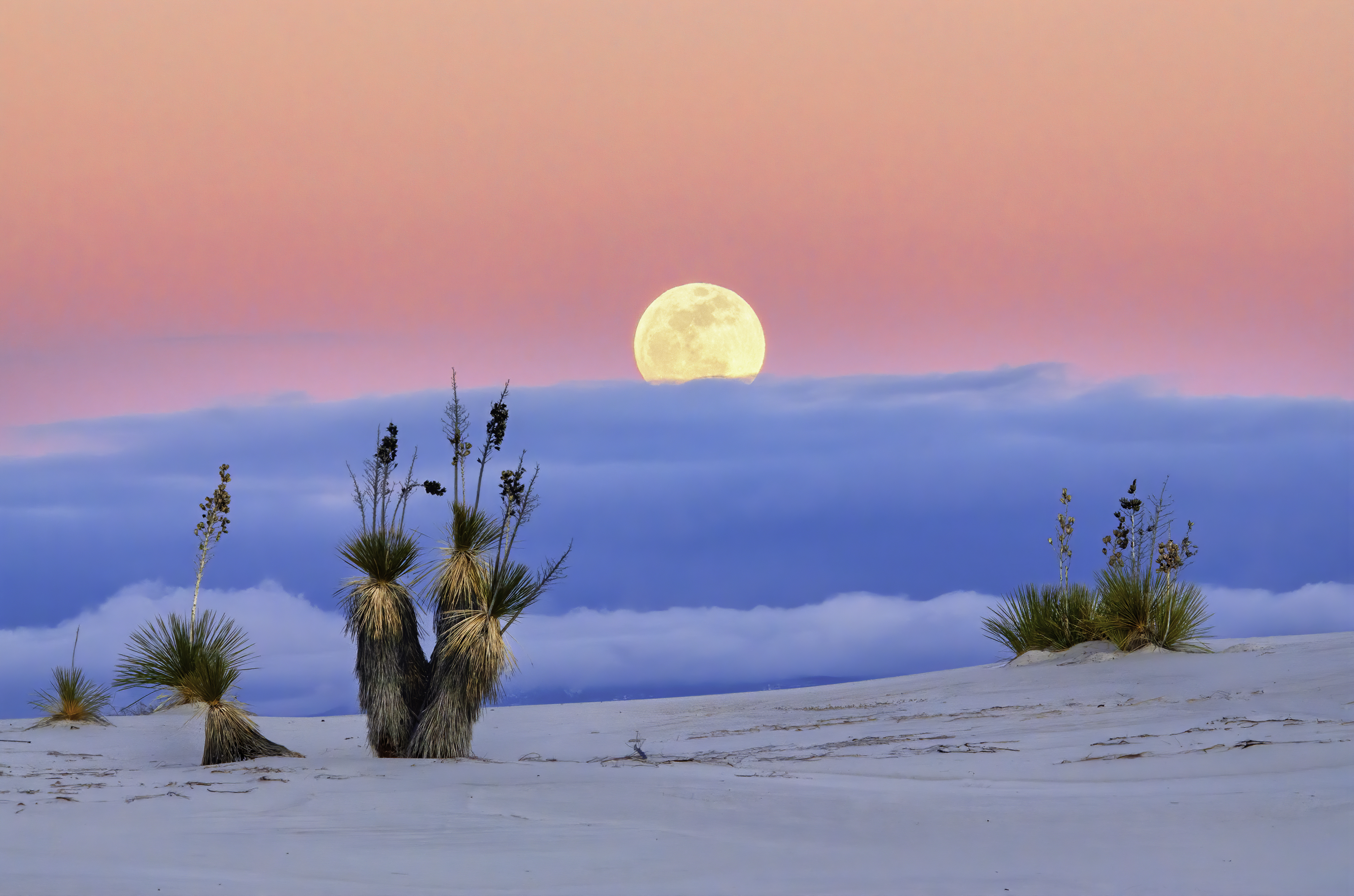
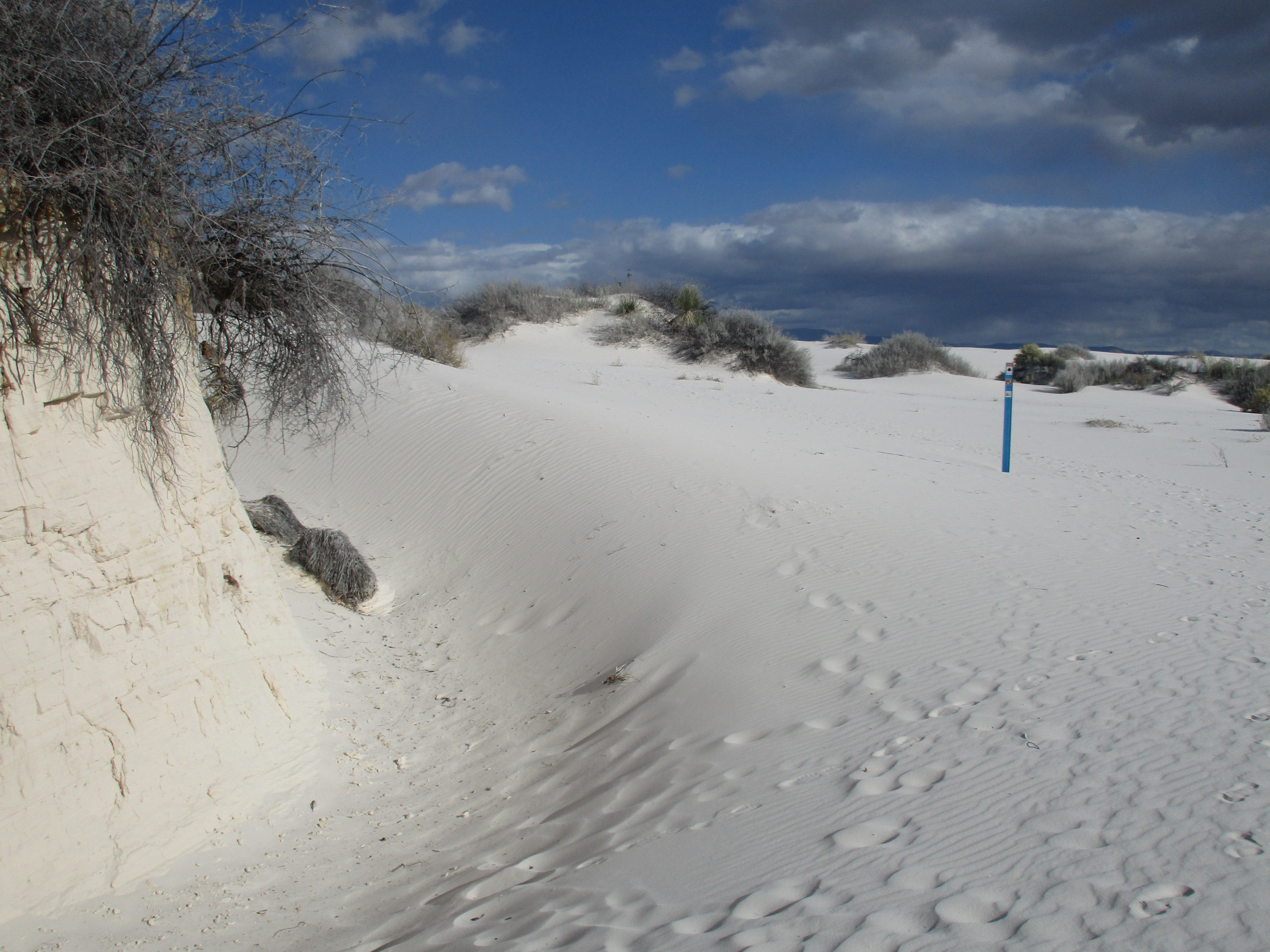
cát trắng
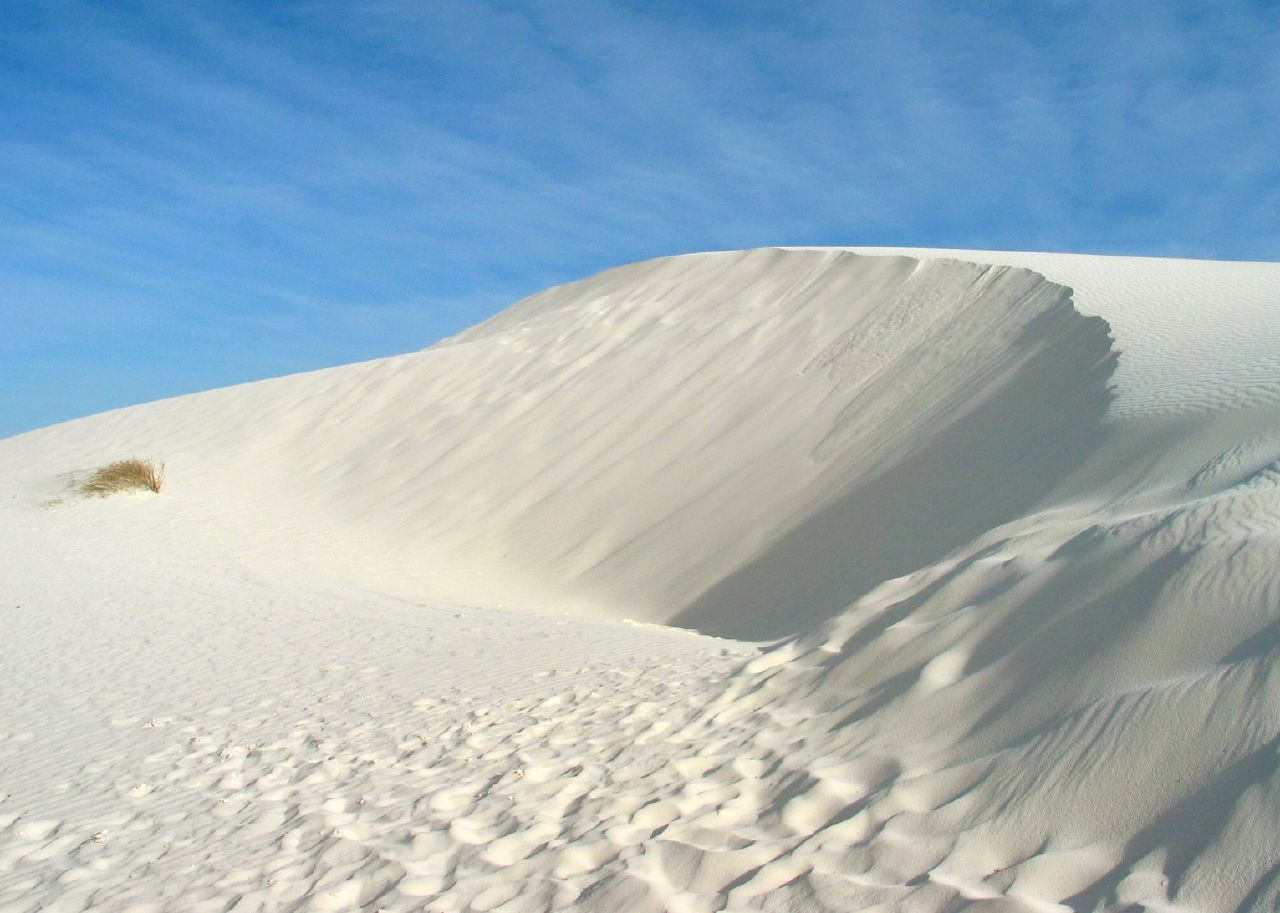
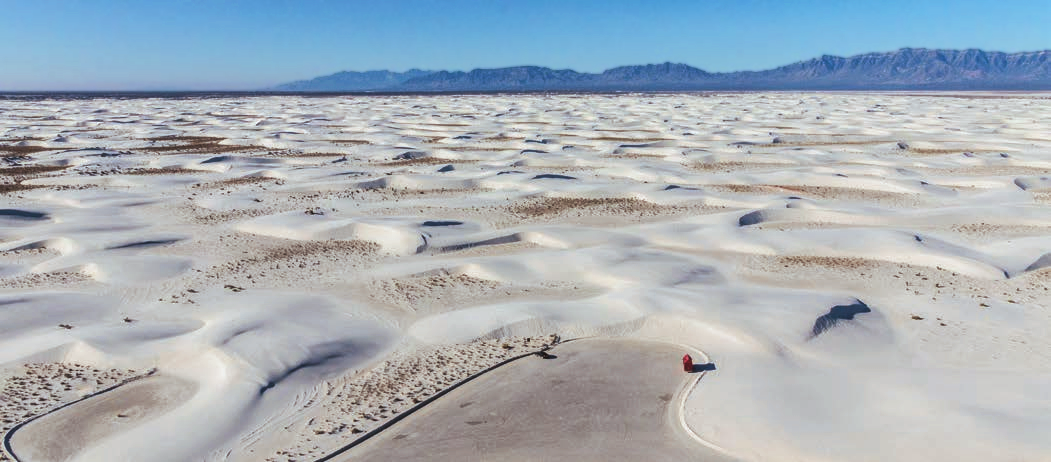
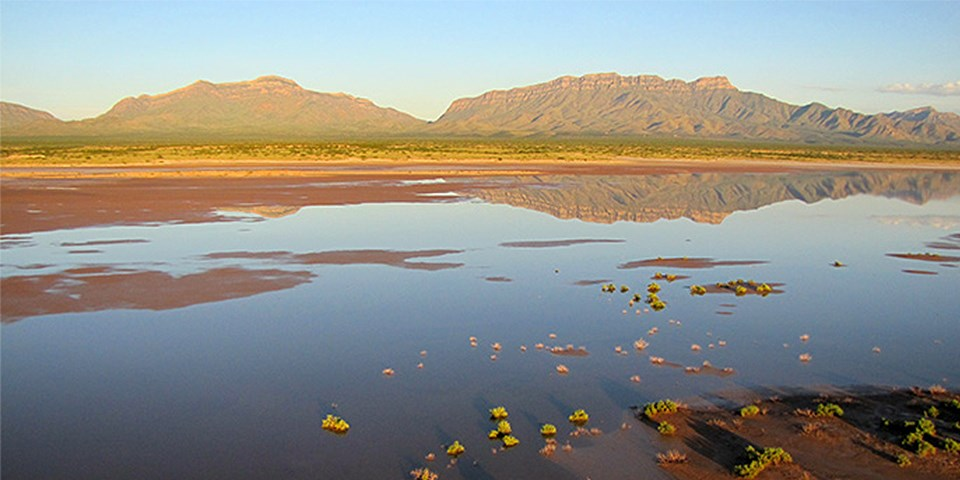
Hồ Lucero
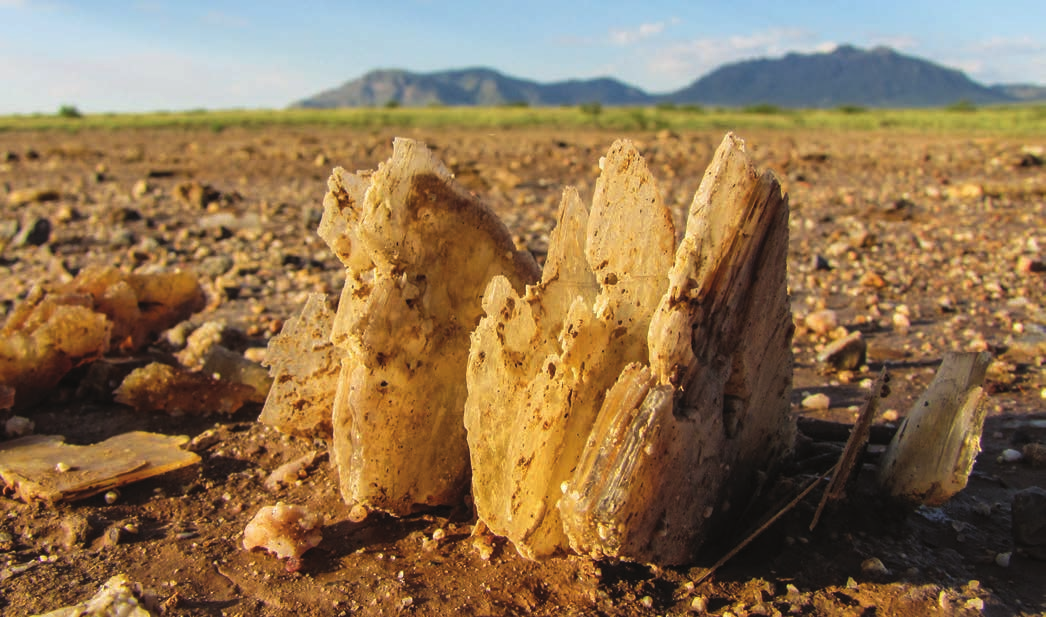
Tinh thể Selenite
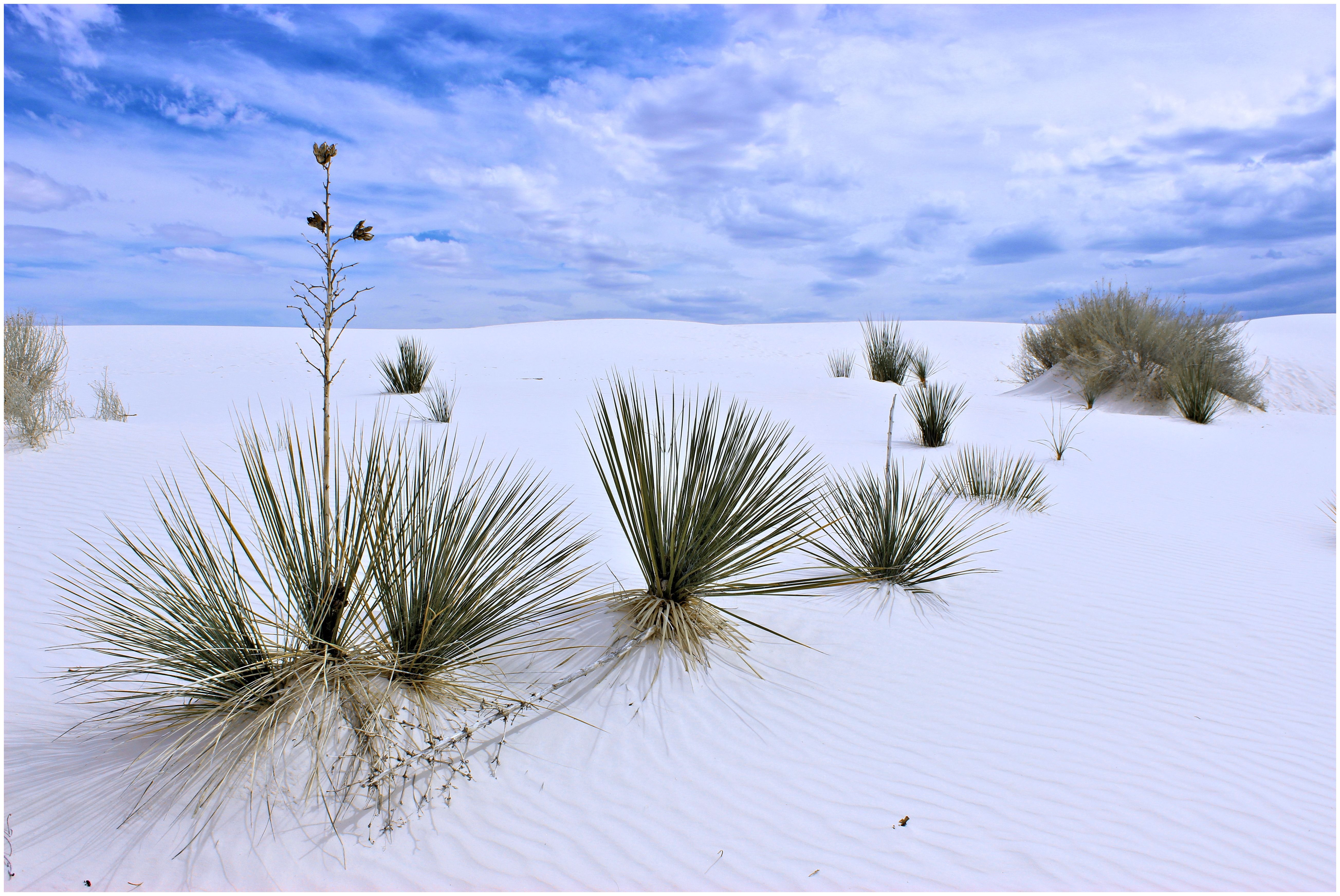
Cây Yucca elata
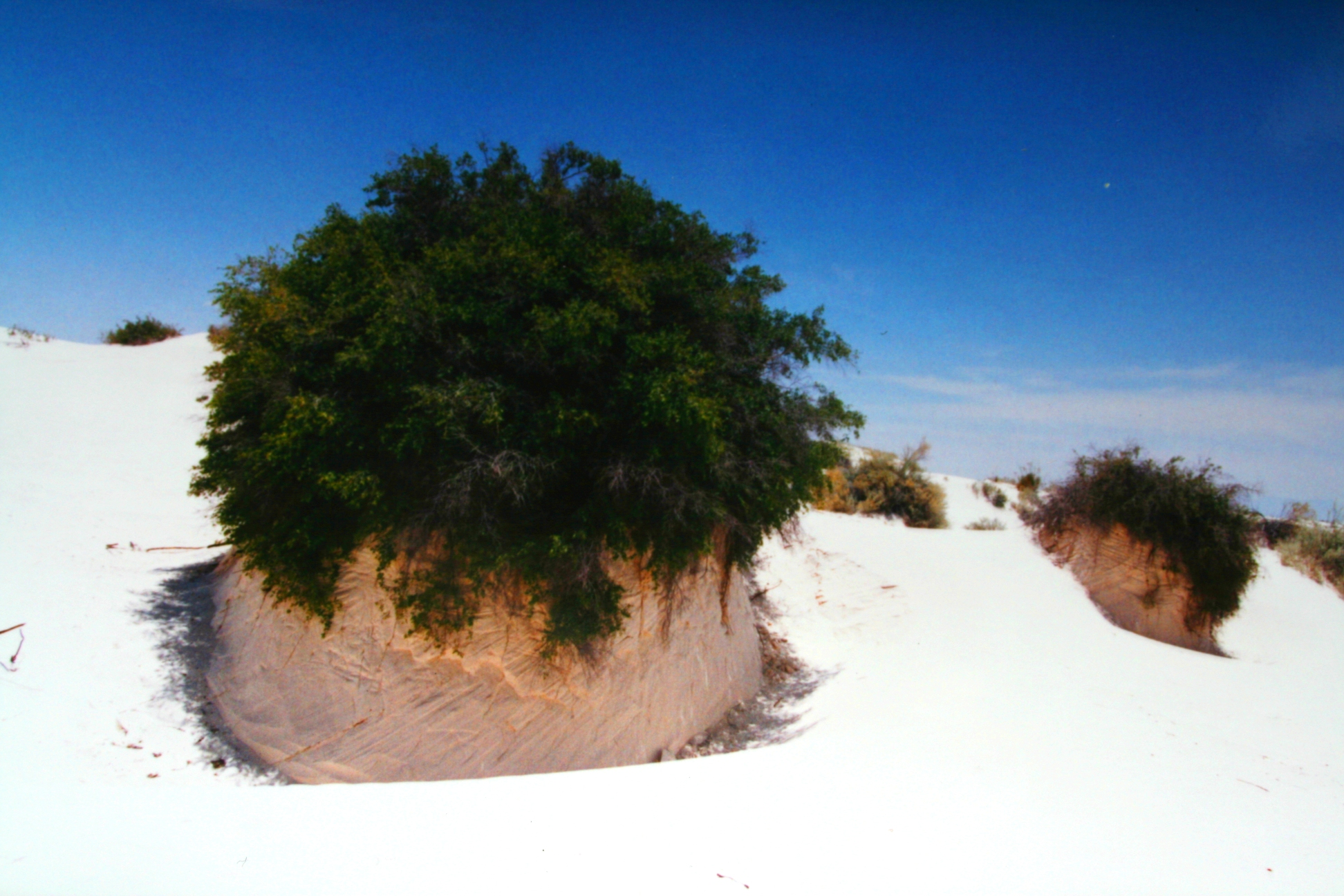
Cây Rhus trilobata
- Video
- Tập tin:''

## Lịch sử
Một dấu vết hóa thạch của dấu chân người và những con lười đất có từ kỷ băng hà cuối cùng cho thấy những con lười đất sống ở White Sands, và đã bị con người săn bắt ít nhất từ 11.700 năm trước.
Cuộc thám hiểm đầu tiên của người Mỹ gốc Âu được chỉ huy bởi một nhóm sĩ quan Quân đội Hoa Kỳ vào năm 1849.:6:5 Antelope Band của bộ lạc Mescalero đã sống ở khu vực này vào thời điểm đó. Các gia đình gốc Tây Ban Nha bắt đầu hình thành các cộng đồng nông nghiệp trong khu vực tại Tularosa  vào năm 1861 và tại La Luz vào năm 1863.:6
Ý tưởng thành lập một vườn quốc gia để bảo vệ các đụn cát trắng có từ năm 1898 khi một nhóm từ El Paso đề xuất thành lập Vườn quốc gia Mescalero. Kế hoạch thất bại vì nó bao gồm một khu bảo tồn thú săn bắn mâu thuẫn với ý tưởng bảo tồn do Bộ Nội vụ Hoa Kỳ nắm giữ.:17:52–53 Trong năm 1921-22, bộ trưởng Nội vụ Albert B. Fall đồng thời là một chủ trang trại lớn ở Three Rivers ở phía đông bắc của các đụn cát, đã thúc đẩy ý tưởng về một vườn quốc gia quanh năm, không giống như các vườn quốc gia ở phía bắc thì nó sẽ mở cửa cả trong cả mùa đông. Kế hoạch của ông đã gặp một số khó khăn và không thành công.:22–25:61–70 Tuy nhiên, một doanh nhận ở Alamogordo tên là Tom Charles nhấn mạnh lợi ích kinh tế và huy động đủ sự hỗ trợ để White Sands được tuyên bố là một Tượng đài Quốc gia.:28–32:77–89
Vào ngày 18 tháng 1 năm 1933, tổng thống Herbert Hoover đã chỉ định Tượng đài Quốc gia White Sands hoạt động theo Đạo luật Cổ vật 1906.:32 Đề tặng và khai trương là vào ngày 29 tháng 4 năm 1934.:102 Tom Charles trở thành người trông coi đầu tiên của di tích:35:99 và sau khi nghỉ hưu vào năm 1939, ông trở thành người được nhượng độc quyền đầu tiên, hoạt động với tư cách là Công ty Dịch vụ White Sands.:72:117
Trung tâm du khách và một trạm an toàn gần đó, ba nhà ở của nhân viên kiểm lâm, cũng như ba tòa nhà quản lý bảo vệ khác được xây dựng bằng gạch không nung như là một phần của dự án bắt đầu vào năm 1936 và hoàn thành vào năm 1938. Tám tòa nhà gạch bùn ban đầu và nhiều công trình kiến trúc gần đó được xếp hạng là Khu di tích Lịch sử Tượng đài Quốc gia White Sands sau khi chúng được thêm vào Sổ bộ Địa danh Lịch sử Quốc gia Hoa Kỳ từ năm 1988. Kiến trúc sư chính là Lyle E. Bennett, người cũng đã thiết kế các tòa nhà tại Bandelier và Casa Grande.